# ميريام سولومون
ميريام سولومون (بالإنجليزية: Miriam Solomon)‏ هي أكاديمية وفيلسوفة أمريكية، ولدت في 1950.